# 格里姆斯塔
格里姆斯塔（挪威語： 聆听ⓘ）是挪威阿格德尔郡的市镇，行政中心为格里姆斯塔镇。市镇面积为304平方公里，人口数量为23,544人（2020年），人口密度为每平方公里86.4人。
阿格德爾大學工程学院位于该市镇。